# سمك كونمينغ
سمك كونمينغ (الاسم العلمي:†Myllokunmingiidae) هي فصيلة منقرضة من اللافكيات تتبع رتبة أسماك كونمينغ من طائفة مستديرات الفم.

## التصنيف
- †سمكة كونمينغ
- †سمكة جونغجيان